# The Naked Sun
The Naked Sun (No Brasil, Os Robôs ou O Sol Desvelado, Em Portugal, Ameaça dos Robots)  é um livro de ficção científica de Isaac Asimov, publicado em 1957, o segundo livro da série "Robôs".

## Resumo do enredo
Como no livro anterior, As Cavernas de Aço, é um livro de whodunit (quem matou?). O livro foi primeiramente publicado em 1957 depois te der virado uma série em Austouding Science Fiction and Fact entre outubro e dezembro de 1956.
A história começa com o assassinato de Rikaine Delmarre, o proeminente fetologista (cientista embrionário, responsável pela operação do centro de nascimento planetário, remanescente daquele descrito em Admirável Mundo Novo (Brave New World) de Aldous Huxley ) em Solaria, o planeta politicamente hostil à Terra, de quem Elijah Baley é chamado para investigar o assassinato, a pedido do governo de Solaria. Novamente, ele tem como parceiro o robô humanóide R. Daneel Olivaw, e é pedido pelo governo da Terra que acesse a sociedade solariana atrás de fraquezas.
O livro foca em tradições e culturas incomuns da sociedade solariana: o planeta tem uma população de mais ou menos vinte mil pessoas, rigidamente controladas, e robôs superam os humanos em dez mil por um, ao passo que as pessoas são estritamente ensinadas, desde o berço, à desprezar qualquer contato pessoal, e vivem em propriedades enormes, sozinhos ou somente com suas esposas/os. A comunicação é feita através de holografia telepresente (chamada de visualização, ao contrário de em-pessoa vendo).
Por fim, é revelado que o vizinho e companheiro de robótica de Delmarre, Jothan Leebig, estava trabalhando em uma maneira de subverter a inabilidade dos robôs de matar humanos, na premissa de que um robô não pode, conscientemente, matar ou deixar que um humano venha a se machucar, mas que pode fazer ambos, em estado de ignorância. Leebig se mata antes de ser preso, com medo de contato humano (como todos solarianos). Embora a esposa de Delmarre, Gladia, seja uma cúmplice, Baley oculta seu papel no caso por motivos de que ela teve um colapso emocional pela pressão do jeito de vida solariano, e manda ela para o exílio na capital Spacer, no planeta Aurora. Posteriormente, Baley retorna à Terra como herói. Uma descrição mais profunda dos pós-efeitos pode ser achada no livro seguinte, Os Robôs do Amanhecer. Nós também descobrimos o remoto ponto final no desenvolvimento de Solaria em Fundação e Terra.
A série da Fundação e a série Robôs parecem terem sido originalmente separadas, embora por certa sobreposição de idéias; elas estão mais próximas em Limites da Fundação.

## Adaptação
O livro foi adaptado para a TV como um episódio da série antológica Britânica Out of the Unknown, com Paul Maxwell no papel de Baley e David Collings no papel de R. Daneel Olivaw. Transmitido em 18 de fevereiro de 1969 pela BBC2, a estória foi adaptada por Robert Muller e dirigida por Rudolph Cartier e a música e efeitos especiais foram criados por Delia Derbyshire da BBC Radiophonic Workshop.
Os Robôs foi uma das seis estórias de Asimov adaptadas para a série Out of the Unknown. O episódio foi apagado pela BBC e nenhuma cópia existe, somente algumas sequências de som de Deliz Derbyshire que foram publicadas no álbum de arquivo de efeitos sonoros da BBC, Out of this World (renomeadas Heat Haze, Frozen Waste e Icy Peak).